# Mistrz Bidpai
Mistrz Bidpai – anonimowy niemiecki malarz późnogotycki, ilustrator i twórca drzeworytów, aktywny w latach 1460–1470 w Ulm.
W 1483 roku za sprawą Lienharta Holla, wydał w Ulm książkę pt. Przykłady starych mędrców opatrzoną wysokiej jakości własnoręcznie wykonanymi drzeworytami. Praca była zbiorem indyjskich bajek i opowiadań mających swoje korzenie z Pańćatantra a rozpowszechnionych w XV wieku pod tytułem Bajki Bidpai.   
Jego prace nawiązywały do stylu Jacques'a Dareta; jego kompozycje były monumentalne. Jego uczniem był prawdopodobnie Bartholomäus Zeitblom oraz Jörg Stocker.